# برونو روت
برونو روث (بالألمانية: Bruno Roth)‏ مواليد 23 أبريل 1911 في فرانكفورت - الوفاة 21 أبريل 1998، كان دراج ألماني.

## روابط خارجية
- برونو روث على موقع أرشيف الدراجات (الإنجليزية)
- برونو روث على موقع إحصائيات الدراجات الإحترافية (الإنجليزية)